# San Juan Tetitlán
San Juan Tetitlán är en ort i Mexiko.   Den ligger i kommunen Tenancingo och delstaten Mexiko, i den sydöstra delen av landet, 70 km sydväst om huvudstaden Mexico City. San Juan Tetitlán ligger 2 059 meter över havet och antalet invånare är 943.
Terrängen runt San Juan Tetitlán är lite bergig. Runt San Juan Tetitlán är det tätbefolkat, med 550 invånare per kvadratkilometer. Närmaste större samhälle är Tenango de Arista, 14,8 km norr om San Juan Tetitlán. Omgivningarna runt San Juan Tetitlán är en mosaik av jordbruksmark och naturlig växtlighet.